# کتابچه راهنمای باغ دانه خردل

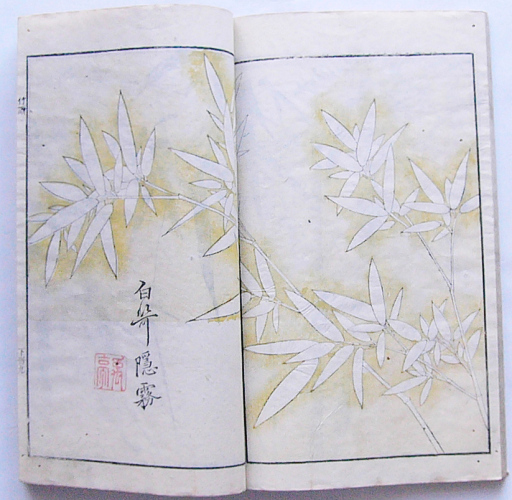
کتابچه راهنمای باغ دانه خردل، مجموعه دوم

کتابچه راهنمای باغ دانه خردل (به انگلیسی: Manual of the Mustard Seed Garden)، (به چینی:، 芥子園畫傳)، یک دفترچه راهنمای چاپ شده از نقاشی چینی است که در اوایل سلسله چینگ تدوین شده است.
بسیاری از نقاشان مشهور چینی مانند چی بایشی، آموزش طراحی خود را با این دفترچه راهنما آغاز کردند. این نمونه اولیه مهم چاپ رنگی است.

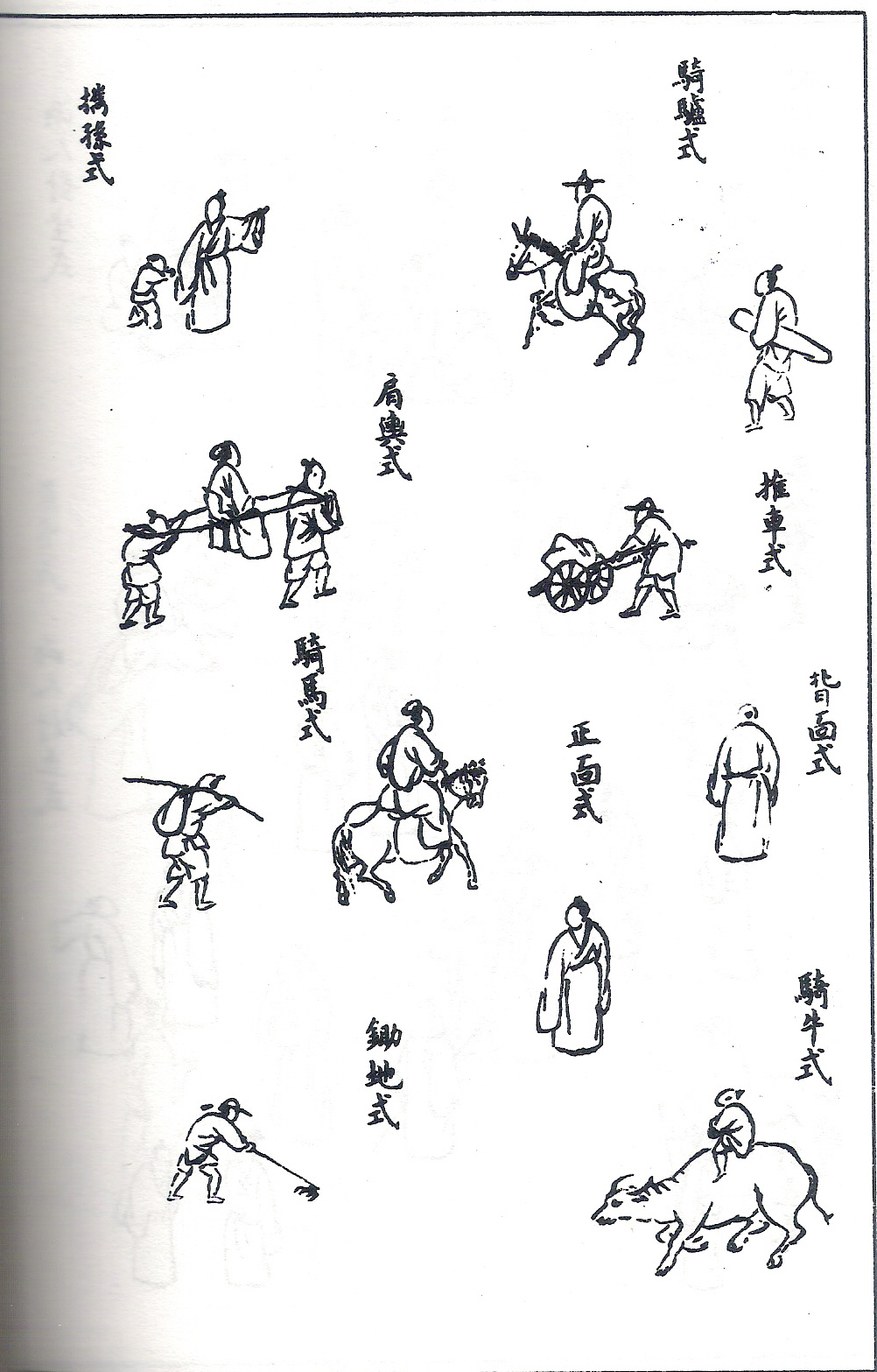
آموزش نحوه ترسیم افراد

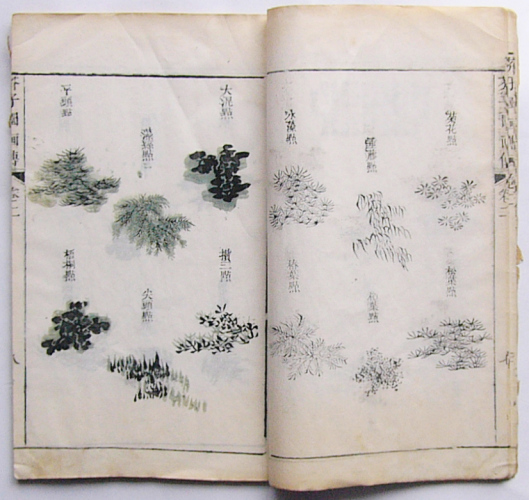
آموزش نحوه طراحی برگ

این اثر به سفارش شِن شینیو (沈 心 友)، داماد نمایشنامه‌نویس معروف لی یو (Li Yu)، که عمارت وی در لانگزی (Lanxi) استان ژجیانگ به نام جیزیوآن (Jieziyuan) یا «باغ دانه خردل» معروف بود سفارش داده شد. شن دارای مواد آموزشی لی لیوفانگ (流芳 流芳)، نقاش اواخر دودمان مینگ بود و به وَنگ گای (Wáng Gài)، وَنگ شی (Wáng Shī)، وَنگ نیی (Wáng Niè) و ژو شِنگ (Zhū Shēng) برای ویرایش و گسترش آن مواد با هدف تولید راهنمای نقاشی منظره مأموریت داد.
نتیجه اولین قسمت «کتابچه راهنمای باغ دانه خردل» (Jieziyuan Huazhuan) بود که در ۱۶۷۹ در پنج رنگ منتشر شد، شامل پنج خوآن (卷) یا سریال است. لی یو، به عنوان ناشر پیش‌گفتاری برای این قسمت نوشت. سریال اول به اصول کلی نقاشی منظر، دوم نقاشی درختان، سوم نقاشی از تپه‌ها و سنگ‌ها، چهارم آثار مردم و خانه‌ها و پنجم شامل آثار منتخب نقاشان بزرگ منظره می‌پردازد.
این جلد همچنین وارد دوره ادو ژاپن شد، جایی که نسخه‌های چاپ‌نقش چوبی در همه شهرهای بزرگ به راحتی قابل دسترسی بودند. کتاب باغ دانه خردل توسط بسیاری از هنرمندان ژاپنی مورد استفاده قرار گرفت و عنصری اساسی در آموزش هنرمندان و توسعه نقاشی دوره ادو بود. دو قسمت دیگر که مربوط به نقاشی گیاهان و جانوران است توسط وانگ و دو برادرش تهیه و در ۱۷۰۱ منتشر شد. شن قسمت چهارم را وعده داد اما هرگز آن را منتشر نکرد. بخش چهارم که به پرتره‌ها می‌پردازد توسط ناشری سودجو به سرعت تولید شده.
چائو زون (Chao Xun) (۱۸۵۲–۱۹۱۷)، ناراضی از جعل، دنباله خود را تهیه کرد و همچنین سه جلد اول را با دقت بازتولید کرد. بازنشر سه جلد اول معمولاً بر اساس بازتولید چائو است.
ترجمه انگلیسی اثر، تائوی نقاشی (The Tao of Painting) - مطالعه‌ای دربارهٔ گرایش آیینی نقاشی چینی. با ترجمه کتابچه راهنمای نقاشی باغ دانه خردل (Chieh Tzu Yuan Hua Chuan) ۱۷۰۱–۱۶۷۹، توسط مای‌مای (Mai-ma Sze) ساخته شد و در نیویورک در سال ۱۹۵۶ منتشر شد.